# Cyphelium chloroconium
Cyphelium chloroconium är en lavart som först beskrevs av Edward Tuckerman, och fick sitt nu gällande namn av Alexander Zahlbruckner. Cyphelium chloroconium ingår i släktet Cyphelium och familjen Physciaceae.   Inga underarter finns listade i Catalogue of Life.